# 费彝民
费彝民（1908年12月22日—1988年5月18日），笔名执中、夷明等，人稱「費公」，男，江苏苏州人，生于上海，中国报刊活动家，原香港《大公报》社长。

## 生平
费彝民1925年自北京高等法文学堂毕业后任职于陇海铁路总会所，1930年出任《大公报》驻沈阳通讯员。次年赴天津正式加入《大公报》，历任经济课主任、编辑部书记。1936年上海《大公报》创刊后前往沪馆工作。
抗日战争期间，曾任《文汇报》主笔，并任法国哈瓦斯通讯社中文部主任。抗战结束后出任上海《大公报》副经理、社评委员。
1948年香港《大公报》复刊后任经理。1949年兼任上海《大公报》经理。1952年起任香港《大公报》社长。他还是第四、七届全国人大代表，第五、六届全国人大常委，第二至五届全国政协委员，中华全国新闻工作者协会副主席。
六七暴動期間，費彝民是統籌暴動的「港九各界同胞反對港英迫害鬥爭委員會」的副主任委員，1967年8月20日及24日接連發生清華街慘案及林彬被燒死，時任警務處處長伊達善於8月26日譴責暴行時曾經點名批評《大公報》社長費彝民將過往的炸彈襲擊褒揚為「英雄行動」是騙人騙己。
1988年5月18日凌晨3時38分，在香港養和醫院病逝，終年八十歲。其遺體於5月20日在柴灣歌連臣角火葬場火化， 其後入葬北京八宝山革命公墓。

## 家族
费彝民長兄為小城之春導演費穆；费彝民、費蘇務滋伉儷有五名子女：費大龍、費大衛、費大中、費大雄、費斐。侄女費明儀為著名歌唱家。孫兒費志恩（費大龍之子）為香港賽馬會馬主、慈善家、香港苏州吴县同乡会会长。